# Tere Irastortza
Tere Irastortza Garmendia (Zaldivia, Guipúzcoa, 23 de febrero de 1961) es una escritora española. Vive en Olaberría (Guipúzcoa). Algunos de sus libros de poemas fueron galardonados con el Premio de la Crítica de poesía en euskera. Sus poemas, agrupados en diversas antologías, han sido traducidos al italiano, castellano, francés, inglés, catalán y al gallego. Durante muchos años ha escrito artículos y columnas en Argia, Nabarra y Mugalari. También ha publicado en Hegats, Jakin y Egan.

## Biografía
Tras sus estudios de Filología Vasca e Hispánica, se interesó por la literatura, la semántica y la ideología sobre la mujer.
Entre 1983 y 1996, la poeta zaldibiarra trabajó en el Colegio Asociado de la UNED de Vergara, en el departamento de euskera, y a partir de1996 fue directora de la Ikastola Andramendi de Beasáin.
Ha participado en diferentes asociaciones e instituciones. En 2001 fue nombrada presidente de la Asociación de Escritores Vascos (EIE), en sustitución de Andolin Eguzkitza, cargo que desempeñó hasta 2006. En 2003 fundó la Escuela de Escritores de Vergara, de la que es profesora y directora desde su fundación. Fue una de los fundadores del Pen Club Vasco en 2004.

## Carrera literaria
En 1980 publicó su primera obra, Gabeziak, un libro de poesía y desde entonces ha compuesto una obra poética muy prolífica. Ese mismo año ganó el Premio de la Crítica de poesía en euskera por esta obra.
Hostoak. Gaia eta gau aldaketa (1981) recibió un accésit del Premio Resurrección María de Azkue. Este trabajo fue publicado por la Caja de Ahorros de Bilbao tras la concesión de su premio en 1982.
En 2003 repitió el Premio de Crítica Nacional con Glosak esana zetorrenaz. Así mismo, fue nominada finalista en el Premio Nacional de Poesía.
Sin dejar de lado la poesía, también ha abordado el ensayo, publicando en 2008 Izendaezinaz, que trata sobre el concepto de Dios y su innombrabilidad y la humanidad del siglo XXI, y en 2017 Txoriak dira bederatzi, repleta de reflexiones de la autora, aforismos, poemas, etc.
Además de la publicación literaria, ha participado en numerosas iniciativas como creadora de revistas tales como Susa, Kandela, Goierritarra y Kalegats. En otras revistas, como Maiatz, Ttu-Ttua, Administrazioa Euskaraz, Egan, Karmel, Hegats y Argia, ha colaborado publicando poemas y cuentos. También dirigió la redacción del programa de música Klasikoen Giltzak de Euskadi Irratia durante cinco años.
Irastortza también se dedica a la traducción, traduciendo del catalán la obra de Marià Manent y del francés la de Edmon Jabés y la de Marina Tsvetáyeva.

## Crítica
En opinión de Koldo Izagirre, "esta poeta cuenta con una gran obra, de estilo variado, aunque el impulso más elevado siempre lo toma del exterior: si el poema lo crea a partir de la palabra, es la experiencia quien crea la idea".
Según Jon Kortazar esta creadora hace poesía sobre lo pequeño y lo mínimo. En cuanto a la poesía, Kortazar ve la necesidad de diferenciar dos tendencias: la influencia de Sarrionandia y la importancia que adquirió la literatura escrita por mujeres. Pues en ese contexto aparecen los textos de Tere Irastortza. Kortazar recoge lo que la propia escritora opina sobre su poética en las siguientes líneas:"Pero la autora le otorga a la palabra intimismo un significado más amplio; es decir, en opinión de la escritora abarca todo aquello que está cercano a la persona, no sólo su  propia intimidad. Irastortza dice que su poética es un viaje hacia la idealización, y a pesar de saber que escribir poesía no es suficiente para cambiar el mundo, aunque sus primeros trabajos tenían como objetivo encontrar puntos de unión para con la realidad cotidiana, poco a poco ha ido decantándose por una poesía minimalista que surge de su propio ser. Pese a que los temas de sus poemas son las grandes verdades constantes en la poesía -el amor, la vida y la muerte-, es la propia autora quien opina sobre ellos." (Kortazar, 2003, 235).

## Obra

### Poesía
- Gabeziak (1980, Kriselu)
- Hostoak. Gaia eta gau-aldaketak (1983, CAB)
- Derrotaren fabulak (1986, Pamiela)
- Osinberdeko kantoriak (1986, Pamiela)
- Manual devotio gabecoa edo ibilgailuetara erabiltzeco escu-liburua (1994, Pamiela)
- Gabeziaren kanthoreak: poema bilduma (1995, Pamiela)
- Izen gabe, direnak. Haurdunaldi beteko khantoreak (2000, Pamiela)
- XX. mendeko poesia kaierak - Tere Irastortza (2002, Susa), edición de Koldo Izagirre
- Glosak. Esana zetorrenaz  (2003, Pamiela)
- Urbasa (2004, Imagen), con fotografías de Luis Otermin.
- Eta orain badakit (2011, Pamiela)
- Mundua betetzen zenuten (2015, Pamiela)
- Antxetak itsasontzi direla = Veleros que parecen gaviotas (2017, Ediciones del 4 de agosto)
- Lurra eta dardara. Zortzi ahots emakumezko (2019, Balea Zuria), antología poética[20]

### Ensayo
- Izendaezinaz (2008, Pamiela)
- Txoriak dira bederatzi (2017, Pamiela)[21]

### Poemas musicalizados
- Ikara da (Egun argi hartan, Amaia Zubiria y Pascal Gaigne, 1985)
- Garena garela (Garena garela, Ur da lur) creado para Kilometroak 2001.
- Testamentuaren azken klausula (Garena garela, Ur da lur) creado para Kilometroak 2001.
- Hitza bihotzari, euskara bizitzari (Garena garela, Ur da lur) creado para Kilometroak 2001.

## Premios
- Gabeziak Premio de la Crítica de Poesía en Euskera, 1980

- Gaia eta gau aldaketak Premio R.M. Azkue, mención, 1981

- Hostoak Caja de Ahorros de Bilbao premió y publicó la obra, 1982

- Glosak. Esana zetorrenaz Premio de la Crítica de Poesía en Euskera, 2003